# Фурье, Жан-Батист Жозеф
Барон (1809) Жан-Бати́ст Жозе́ф Фурье́ (фр. Jean-Baptiste Joseph Fourier; 21 марта 1768, Осер, Франция — 16 мая 1830, Париж) — французский математик и физик.
Член Парижской академии наук (1817), Французской академии (1826), иностранный член Лондонского королевского общества (1823), иностранный почётный член Петербургской академии наук (1829). 

## Биография

### Ранние годы
Жан-Батист Жозеф Фурье был 12-м из 15 детей в семье портного (девятым во втором браке отца). Его отец, Жозеф Фурье, происходил из семьи лавочника из небольшого городка в Лотарингии. В XVI—XVII веках Пьер Фурье (святой Пётр Фурье), двоюродный дед Жана-Батиста Фурье, был известной фигурой Контрреформации. Его мать Эдме (Edmée) умерла в 1777 году, когда Фурье было девять лет, в том же году скончался отец. По другим источникам, Фурье стал сиротой в возрасте восьми лет.
В своей первой школе, которой руководил церковный музыкант, Фурье показывал успехи в изучении французского и латыни. В возрасте 12 лет при содействии епископа Осера Фурье устроили в военную школу при бенедиктинском монастыре. К 13 годам Жозеф заинтересовался математикой, а в возрасте 14 лет он освоил шеститомный «Курс математики» Безу. В это же время он стал собирать свечные огарки в здании школы, чтобы иметь возможность заниматься по ночам. В 1782—1783 годах Фурье получил множество призов по риторике, математике, механике и пению. Последовавшая продолжительная болезнь, возможно, объяснялась этими усиленными занятиями.
В 17-летнем возрасте он грезил военной карьерой и хотел стать артиллеристом или военным инженером. Несмотря на поддержку школьных учителей и инспекторов Фурье получил отказ, связанный с его незнатным происхождением. В 1787 году Фурье поступил в Аббатство Святого Бенедикта на Луаре, где собирался принять сан. Вместе с тем молодой человек сомневался в своём выборе. В 1788 году он отправил свою статью по алгебре Жану Этьену Монтюкла, однако ответа не получил. Фурье покинул аббатство в 1789 году и отправился в столицу. В Париже в Королевской Академии Наук Фурье представил работу о численном решении уравнений любой степени.

### Во время Великой революции
Революция пришла раньше, чем он смог решить, кем ему стать — монахом, военным или математиком. Революционный декрет октября 1789 года отменил религиозные обеты, а вскорости имущество церкви и монашеских орденов было конфисковано. Фурье вернулся в Осер и стал преподавать математику, риторику, историю и философию в школе, которую сам закончил. Комиссар, который посетил школу в октябре 1792 года, отмечал либеральную атмосферу занятий и был недоволен только малым количеством занятий по латинскому языку, которые, по просьбе родителей, уступили место занятиям по математике.
До февраля 1793 года Фурье не занимался политикой, несмотря на то, что в Осере располагалось самое воинствующее региональное отделение партии якобинцев. В 1793 году в Осере состоялись бурные дебаты по принципам выделения людей от региона по требованию Конвента. Фурье выступил на этих дебатах и предложил план, который был в конечном итоге поддержан. В марте 1793 года Фурье получил предложение вступить в местный комитет надзора, которое он принял. К сентябрю того же года комитет, который изначально был призван пресекать контрреволюционную деятельность иностранцев и путешественников, стал частью революционного террора и был обязан арестовывать «тех, кто поведением, связями или словами, сказанными или написанными, проявили себя сторонниками тирании или федерализма и врагами свободы». Фурье, не желавший участвовать в этом, подал письменное заявление о выходе из комитета, которое было отклонено.
По делам комитета он отправился в департамент Луаре. Проезжая мимо Орлеана, он стал участником конфликта, высказавшись в защиту глав нескольких местных семей, когда представитель Конвента осуществил множество арестов и намеревался использовать передвижную гильотину. В результате 29 октября 1793 года его полномочия были отозваны с невозможностью получить их в дальнейшем, и Фурье в страхе вернулся в Осер, где продолжил состоять в местном отделении партии и преподавать в школе. Более того, в июне 1794 года он стал президентом революционного комитета в Осере. После этого Фурье направился в Париж на встречу с Робеспьером, которая не была успешной, так как 4 июля, сразу после возвращения в Осер, он был арестован. Он уже ожидал гильотины, когда в результате переворота 9 термидора Робеспьер был арестован и казнён, после чего Фурье освободили.

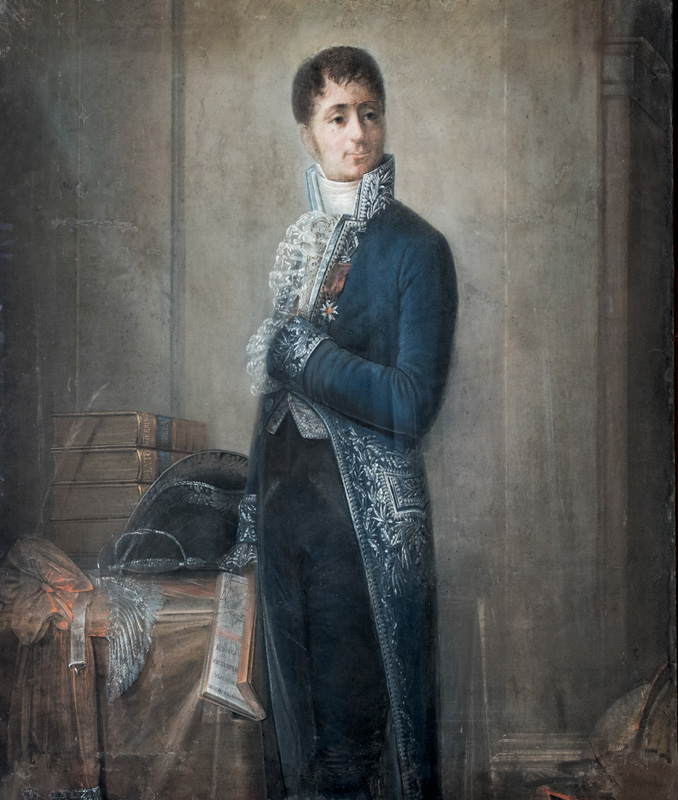
Фурье — префект департамента Изер. Портрет кисти Пьера-Клода Готеро, ок. 1806 г.

30 октября 1794 года декретом Конвента в Париже была организована Нормальная школа, где на деньги Республики обучалось 1500 студентов, которым предстояло стать школьными учителями. Студенты были назначены от различных округов; в частности, так как Осер назначил своего кандидата в то время, когда Фурье сидел в тюрьме, он был номинирован соседним округом Сен-Флорантен и поступил в школу после подтверждения из Осера. В школе преподавали такие выдающиеся учёные как Лагранж, Лаплас, Монж, Бертолле. Занятия начались 20 января 1795 года, но уже в мае 1795 года школа приостановила свою деятельность.
В то же время оппоненты Фурье написали письмо в Нормальную школу утверждая, что нельзя готовить учителей для детей из тех кандидатов, кто был выбран ещё при Робеспьере, в том числе самого Фурье. В мае 1795 года в Осер пришло два приказа: 12 мая — обезоружить участников террора, включая Фурье, 30 мая — отказавшихся взять под стражу. К тому времени Фурье получил должность в Политехнической школе, носившей в то время другое название — Центральная Школа Государственных Работ. Он пытался сопротивляться, отказался от поста и писал письмо в муниципалитет Осера, но 7 июня был схвачен и отправлен в тюрьму. Из тюрьмы он написал множество писем в свою защиту, утверждая в частности, что при Робеспьере он был посажен в тюрьму и перевороту 9 термидора обязан своей жизнью и свободой. В августе 1795 года по неизвестной причине Фурье был освобождён. Его освобождение связывают с изменившимся политическим климатом в стране или с возможным заступничеством Лагранжа и Монжа.
1 сентября 1795 года Фурье восстановился на работу в Политехнической школе, которая занималась подготовкой военных и директором которой был Монж. Фурье преподавал начертательную геометрию, некоторые области математического анализа (совместно с Лагранжем), а также занимался подбором учеников. Через два года он стал руководить кафедрой анализа и механики, сменив на этом посту Лагранжа.

### Египетский поход
В 1798 году Наполеон начал свой египетский поход, в который пригласил Фурье, Монжа и Малуса. Во время оккупации Египта Фурье работал во французской администрации, руководил археологическими раскопками, а также занимался формированием системы образования. Он принимал участие в создании Каирского института и был одним из 12 членов математического отделения, наряду с Монжем, Малусом и самим Наполеоном. Кроме того, Фурье был избран секретарём института и оставался на посту всё время пребывания в Египте.

### В Гренобле

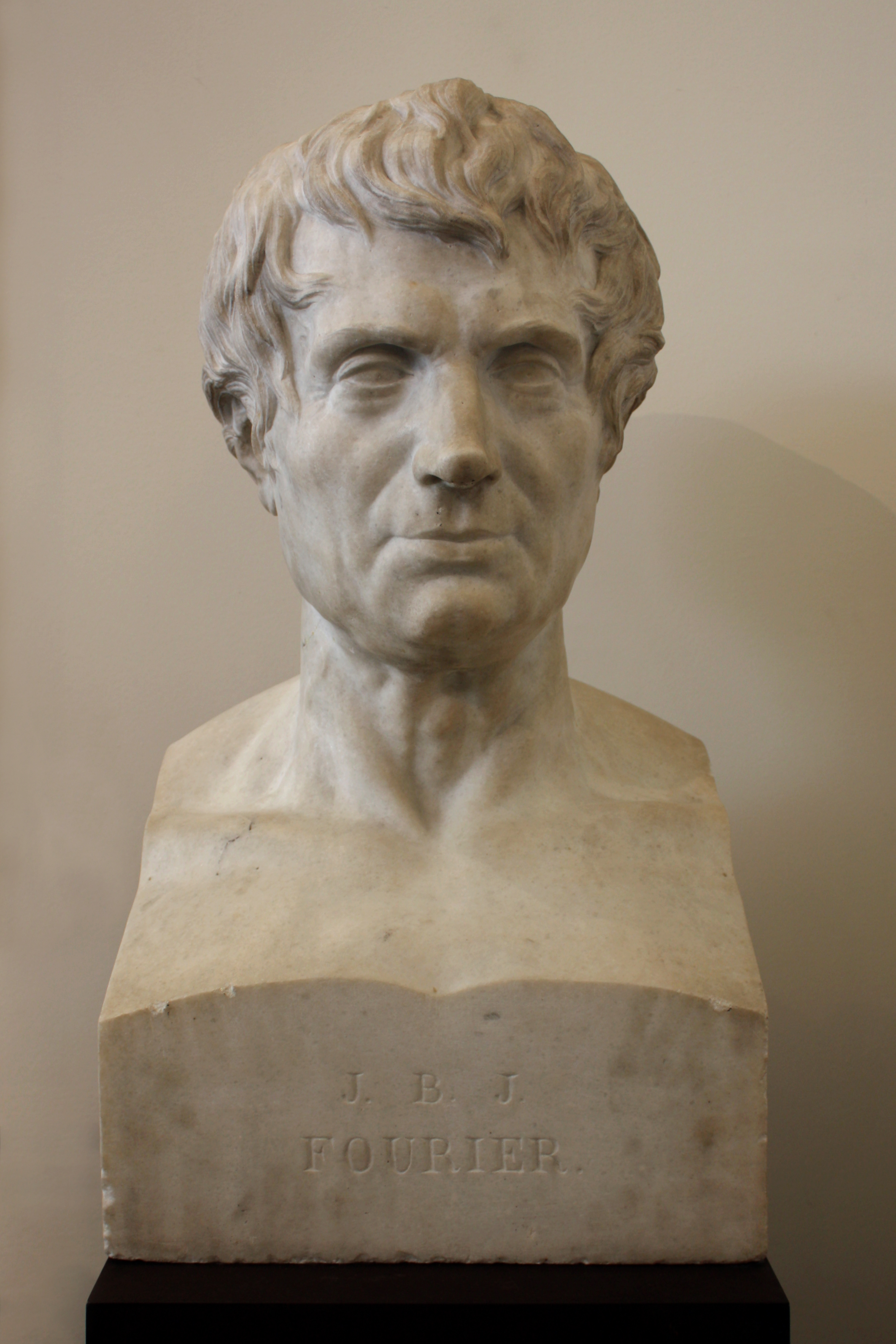
Бюст Фурье в Гренобле

Фурье вернулся во Францию в 1801 году и восстановился в должности профессора в Политехнической Школе. Однако Наполеон предложил ему пост префекта департамента Изер, а Фурье не мог отказаться от предложения и отправился в Гренобль. Основными достижениями Фурье на посту является руководство осушением болот в Бургуэне, а также строительство новой дороги, соединившей Гренобль с Турином. В то же время Фурье работал над сборником «Описание Египта». Помимо подборки материала, он написал историческую справку по Древнему Египту. Сборник начал публиковаться в 1810 году, после того как Наполеон внёс в него ряд изменений (во втором издании сборник издан с оригинальным текстом).
Эта деятельность Фурье была высоко оценена Наполеоном: Фурье был награждён орденом Почётного легиона, а в 1809 году получил титул барона.
В 1814 году Наполеон потерпел поражение и отправился в ссылку на остров Эльба. Его путь должен был проходить через Гренобль, однако Фурье послал записку, что в городе может быть небезопасно. Когда же Наполеон покинул Эльбу и отправился со своей армией через Гренобль, Фурье в спешке покинул город, чем вызвал недовольство Наполеона. Фурье смог позднее заручиться расположением императора, который назначил его префектом Роны. Однако вскоре Фурье оставил свой пост. 10 июня 1815 года Наполеон назначил Фурье пенсию в размере 6 тысяч франков, но Фурье не получил её ни разу, так как к 1 июля Наполеон был свергнут. После этого Фурье вернулся в Париж, где некоторое время работал директором Статистического бюро, а в 1817 году стал членом Академии.

### Поздние годы
Благодаря работам по египтологии Фурье стал также членом Académie Française и Académie de Médecine в 1826 году.
Фурье умер 16 мая 1830 года в Париже и был похоронен на кладбище Пер-Лашез .

## Научная работа

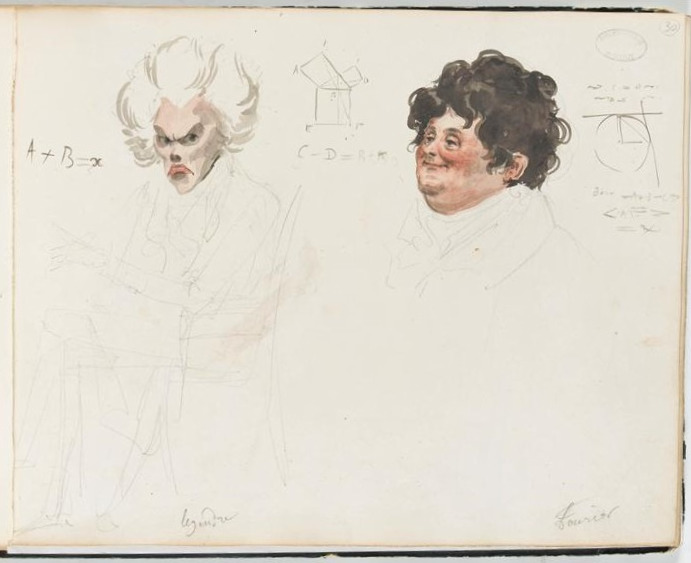
Лежандр и Фурье (шарж-портрет Буайи, Жюльен Леопольд, акварель 1820 г.)

Ещё в 1789 году в Париже в Королевской Академии Наук Фурье представил работу о численном решении уравнений любой степени. В своих лекциях в 1796 году он изложил теорему о числе действительных корней алгебраического уравнения, лежащих между данными границами, названную впоследствии его именем. Данная работа получила своё логическое завершение в работах Штурма в 1829 году и Коши.
В 1804 году, будучи в Гренобле, Фурье начал работу по теории распространения тепла в твёрдом теле. К 1807 году он подготовил доклад «О распространении тепла в твёрдом теле», который представил 21 декабря того же года в Париже. Доклад получил очень противоречивую оценку. Лагранж и Лаплас не могли смириться с тем, что Фурье разлагал функции в тригонометрические ряды, впоследствии названные его именем. Дальнейшие разъяснения Фурье также не могли поколебать их точку зрения. Кроме того, Био выступал против сформулированного Фурье уравнения распространения тепла. Фурье в своей работе не ссылался на аналогичный труд Био, опубликованный им в 1804 году. С Био были согласны Лаплас и позднее Пуассон. Позднее, в 1812 году, аналитическая теория теплопроводности, представленная Фурье, получила Большую премию Академии. Впрочем, полная строгость была достигнута только в эпоху Гильберта.
Свои методы (ряды и интегралы Фурье) он использовал в теории распространения тепла. Но вскоре они стали исключительно мощным инструментом математического исследования самых разных задач — особенно там, где есть волны и колебания. А этот круг чрезвычайно широк — астрономия, акустика, теория приливов, радиотехника и др.
В 1818 году Фурье был занят вопросом об условиях применимости метода численного решения уравнений, разработанного Ньютоном. Аналогичные результаты уже были получены в 1768 году Мурайлем. Результаты данной работы были изданы только в 1831 году, после смерти учёного.
В 1817 году Фурье был избран членом Академии наук вопреки давлению Бурбонов. Первая попытка в 1816 году не удалась, король Людовик XVIII отменил избрание. В 1822 году после смерти Деламбра он смог занять пост секретаря математической секции. Вскоре после этого была опубликована его работа «Аналитическая теория тепла» («Théorie analytique de la chaleur»), которую лорд Кельвин назвал «Великой математической поэмой». В это время Фурье отошёл от математических исследований и был больше занят публикацией своих работ как в чистой, так и в прикладной математике. Его теория тепла всё ещё вызывала споры, Био приписывал себе первенство в этом вопросе, а Пуассон критиковал математический подход Фурье и разрабатывал альтернативную теорию.

## Преподавательская работа
Обучаясь в Нормальной школе уже будучи опытным преподавателем, Фурье давал оценку своим педагогам, их манере ведения лекций. Он замечал хаотичный подход к изложению Лагранжа, а также его ошибки в предложениях, которые Фурье считал следствием его итальянских корней, при этом называя последнего экстраординарным человеком. Он называл лекции Лапласа точными, но очень быстрыми и малоинтересными. Лекции Монжа, по словам Фурье, были аккуратными и понятными, произнесённые громким голосом. Он полагал, что лекции Бертолле по химии мог бы понять только тот, кто уже знал предмет, так как тот говорил с трудом, колебался и очень много повторялся.
Занимаясь подбором учеников в Политехнической школе, Фурье полагал, что более, чем усердие, важен талант. Одним из учеников Фурье был Пуассон, который замещал его в школе во время египетского похода, а затем стал его оппонентом по вопросам аналитической теории тепла, предложенной Фурье.

## Политические взгляды
Первоначально Фурье был на позициях ярого якобинца, но со временем стал умеренным либералом.
Полагают, что Фурье начал поддерживать идеи равенства задолго до вступления в комитет, чему доказательством является письмо самого Фурье, написанное в июне 1795 года в тюрьме, а само вступление в комитет связывают с желанием защитить республику от агрессии со стороны Бельгии и восстания в Вандее.

## Научные достижения
- Доказал теорему о числе действительных корней алгебраического уравнения, лежащих между данными пределами (Теорема Фурье, 1796).
- Исследовал, независимо от Ж. Мурайле, вопрос об условиях применимости разработанного Исааком Ньютоном метода численного решения уравнений (1818).
- Монография «Аналитическая теория тепла», в которой был дан вывод уравнения теплопроводности в твёрдом теле и разработка методов его интегрирования при различных граничных условиях. Метод Фурье состоит в представлении неизвестной функции нескольких переменных в виде произведения нескольких функций одной переменной, в результате чего уравнение в частных производных удается свести к обыкновенным дифференциальным уравнениям. Данный метод привел к новой форме представления функций — в виде тригонометрических рядов, названных рядами Фурье.
- Нашёл формулу представления функции с помощью интеграла, играющую важную роль в современной математике.
- Доказал, что всякую произвольно начерченную линию, составленную из отрезков дуг разных кривых, можно представить единым аналитическим выражением.
- В 1823 году независимо от Эрстеда открыл термоэлектрический эффект, показал, что он обладает свойством суперпозиции, создал термоэлектрический элемент.

Его имя внесено в список величайших учёных Франции, помещённый на первом этаже Эйфелевой башни.

## Память
В 1935 г. Международный астрономический союз присвоил имя Фурье кратеру на видимой стороне Луны.
Имя ученого увековечено в общепринятом названии выражения, отображающего зависимость в установившемся режиме между плотностью потока энергии, передающейся посредством теплопроводности, и градиентом температуры: эта формула известна как закон теплопроводности Фурье.

## Сочинения
- Fourier, Joseph. Théorie analytique de la chaleur. — Paris: Firmin Didot Père et Fils, 1822.

- Fourier, Joseph. Annales de chimie et de physique. — Paris: Annales de chimie et de physique, 1824. — Т. 27. — С. 236—281.

- Fourier, Joseph. Mémoire sur la température du globe terrestre et des espaces planétaires (фр.). — Mémoires de l'Académie des sciences de l'Institut de France, 1827. — Vol. 7. — P. 569—604.

- Fourier, Joseph. Mémoire sur la distinction des racines imaginaires, et sur l'application des théorèmes d'analyse algébrique aux équations transcendantes qui dépendent de la théorie de la chaleur (фр.). — Mémoires de l'Académie des sciences de l'Institut de France, 1827. — Vol. 7. — P. 605—624.

- Fourier, Joseph. Analyse des équations déterminées. — Firmin Didot frères, 1827. — Т. 10. — С. 119—146. Архивировано 30 сентября 2011 года.

- Fourier, Joseph. Remarques générales sur l'application du principe de l'analyse algébrique aux équations transcendantes (фр.). — Paris: Mémoires de l'Académie des sciences de l'Institut de France, 1827. — Vol. 10. — P. 119—146.

- Fourier, Joseph. Mémoire d'analyse sur le mouvement de la chaleur dans les fluides (фр.). — Paris: Mémoires de l'Académie des sciences de l'Institut de France, 1833. — Vol. 12. — P. 507—530.

- Fourier, Joseph. Rapport sur les tontines. — Paris: Mémoires de l'Académie des sciences de l'Institut de France, 1821. — Т. 5. — С. 26—43.